# Simpsonichthys
Simpsonichthys è un genere di pesci d'acqua dolce appartenenti alla famiglia Rivulidae.

## Distribuzione e habitat
Queste specie sono diffuse nelle acque dolci del Sudamerica.

## Acquariofilia
Alcune specie sono allevate in acquario ma soltanto da appassionati, vista la delicatezza del ciclo vitale di queste specie.

## Specie
Nel 2014 il genere conta 43 specie:
- Simpsonichthys alternatus
- Simpsonichthys auratus
- Simpsonichthys boitonei
- Simpsonichthys bokermanni
- Simpsonichthys brunoi
- Simpsonichthys carlettoi
- Simpsonichthys chacoensis
- Simpsonichthys cholopteryx
- Simpsonichthys constanciae
- Simpsonichthys costai
- Simpsonichthys delucai
- Simpsonichthys fasciatus
- Simpsonichthys filamentosus
- Simpsonichthys flammeus
- Simpsonichthys fulminantis
- Simpsonichthys gibberatus
- Simpsonichthys inaequipinnatus
- Simpsonichthys izecksohni
- Simpsonichthys magnificus
- Simpsonichthys margaritatus
- Simpsonichthys marginatus
- Simpsonichthys multiradiatus
- Simpsonichthys myersi
- Simpsonichthys nielseni
- Simpsonichthys nigromaculatus
- Simpsonichthys notatus
- Simpsonichthys ocellatus
- Simpsonichthys parallelus
- Simpsonichthys perpendicularis
- Simpsonichthys picturatus
- Simpsonichthys punctulatus
- Simpsonichthys radiosus
- Simpsonichthys reticulatus
- Simpsonichthys rosaceus
- Simpsonichthys rufus
- Simpsonichthys santanae
- Simpsonichthys semiocellatus
- Simpsonichthys similis
- Simpsonichthys stellatus
- Simpsonichthys suzarti
- Simpsonichthys trilineatus
- Simpsonichthys virgulatus
- Simpsonichthys zonatus